# Rajinder Singh (1958)
Rajinder Singh (7 januari 1958) is een hockeyer uit India. 
Singh won met de Indiase ploeg de gouden medaille tijdens de door afzeggingen geteisterde Olympische Spelen in Moskou.

## Erelijst
- 1980 –  Olympische Spelen in Moskou